# Raudal Nuevo
Raudal Nuevo är en ort i Mexiko.   Den ligger i kommunen Álamo Temapache och delstaten Veracruz, i den sydöstra delen av landet, 230 km nordost om huvudstaden Mexico City. Raudal Nuevo ligger 34 meter över havet och antalet invånare är 752.
Terrängen runt Raudal Nuevo är platt, och sluttar norrut. Runt Raudal Nuevo är det ganska tätbefolkat, med 65 invånare per kvadratkilometer. Närmaste större samhälle är Tuxpan de Rodríguez Cano, 19,9 km öster om Raudal Nuevo. Trakten runt Raudal Nuevo består till största delen av jordbruksmark.